# 아큐트로직
아큐트로직 주식회사(Acutelogic Corporation)는 임베디드 디지털 화상 처리 분야의 기술을 가진 일본의 기업이다.

## 제품이나 서비스
이하와 같은 제품이나 서비스를 제공하고 있다.
- 인텔리전트·카메라 시스템 : 미국 텍사스 인스트루먼트사의 디지털 시그널 프로세서를 탑재해, 변조전달함수 (MTF) 측정, 어안 화상등의 기하 보정, HDR 화상 처리, 진입물 검출, 치수 계측 등의 애플리케이션을 실현하는 카메라 시스템.
- 변조전달함수 (MTF) 측정 시스템 : 디지털 카메라 모듈용의 저가의 변조전달함수(MTF) 측정 시스템.엣지 차트를 촬영한 화상을 이용하고 계측을 실시한다.
- 카메라 설계 지원소프트 웨어 : 색 보정 행렬 산출 도구, 색 조정 소프트웨어 등에서 되는 디지털 카메라 설계 지원 소프트웨어.